# Amiltonia ferreirai
Amiltonia ferreirai är en insektsart som beskrevs av Piza Jr. 1976. Amiltonia ferreirai ingår i släktet Amiltonia och familjen vårtbitare. Inga underarter finns listade i Catalogue of Life.